# Річард Тодд
Річард Тодд (англ. Richard Todd, 11 червня 1919, Дублін, Ірландія — 3 грудня 2009, Літтл Хамбо, Лінкольншир, Велика Британія) — ірландський кіноактор.

## Біографія
Отримав популярність завдяки ролям у фільмах про Другу світову війну. За фільм «Гаряче серце» (1949) Тодд був нагороджений «Золотим глобусом» як кращий новий актор, а також номінований на премію «Оскар» за кращу чоловічу роль. У своїх кіногероях Тодд відтворював образи своїх бойових товаришів і трохи самого себе — в 1944 році він брав участь у повітряному десанті в Нормандії.

## Вибрана фільмографія
- «Страх перед сценою» (1950),
- «Руйнівники гребель» (1954),
- «Найдовший день» (1962),
- «Чоловік на ім'я Пітер» (1954),
- «Гелліони» (1961),
- «Узбережжя скелетів» (1965),
- «Кривава баня» (1966),
- «Портрет Доріана Грея» (1970),
- «Квіти пороку» (1979),
- «Будинок довгих тіней» (1983),
- «Вбивство першого ступеня» (1988).

### Серіали
- «Вона написала вбивство»,
- «Суто англійські вбивства»,
- «Безмовний свідок».